# خورتشان
خورتشان هي قرية في مقاطعة أصفهان، إيران. يقدر عدد سكانها بـ 482 نسمة بحسب إحصاء 2016.